# Imazapir
Imazapir é um herbicida seletivo usado para o controle de uma ampla variedade de plantas, incluindo árvores, lianas, gramíneas, ervas folhosas e espécies aquáticas ripárias. Imazapir é absorvido pelas folhas e raízes, e se move rapidamente através da planta, se acumulando na região do meristema, região de crescimento ativo da planta, e interrompendo a síntese proteica, interferindo no crescimento celular e na síntese de DNA da planta.
O Imazapyr, e seu primo 'imazapic' são solúveis em água e, dependendo do tipo e da umidade do solo, podem se mover para partes da paisagem onde não foram pulverizados. Algumas plantas desejáveis são especialmente sensíveis a eles.

## References
1. ↑  Reregistration Eligibility Decision for Imazapyr, U.S. Environmental Protection Agency
2. ↑  «Imazapyr» (PDF). Toku-E. 10 de outubro de 2010. Consultado em 11 de junho de 2012. Arquivado do original (PDF) em 3 de março de 2016
3. ↑  «Roundup is Roundup…Right?». Colorado State University Extension. 3 de junho de 2013. Consultado em 9 de janeiro de 2016